# Коада-Ізворулуй (Димбовіца)
Коада-Ізворулуй (рум. Coada Izvorului) — село у повіті Димбовіца в Румунії. Входить до складу комуни Петрешть.
Село розташоване на відстані 62 км на захід від Бухареста, 32 км на південь від Тирговіште, 127 км на схід від Крайови, 114 км на південь від Брашова.

## Населення
За даними перепису населення 2002 року у селі проживали 336 осіб, усі — румуни. Усі жителі села рідною мовою назвали румунську.